# Dominique Frémy

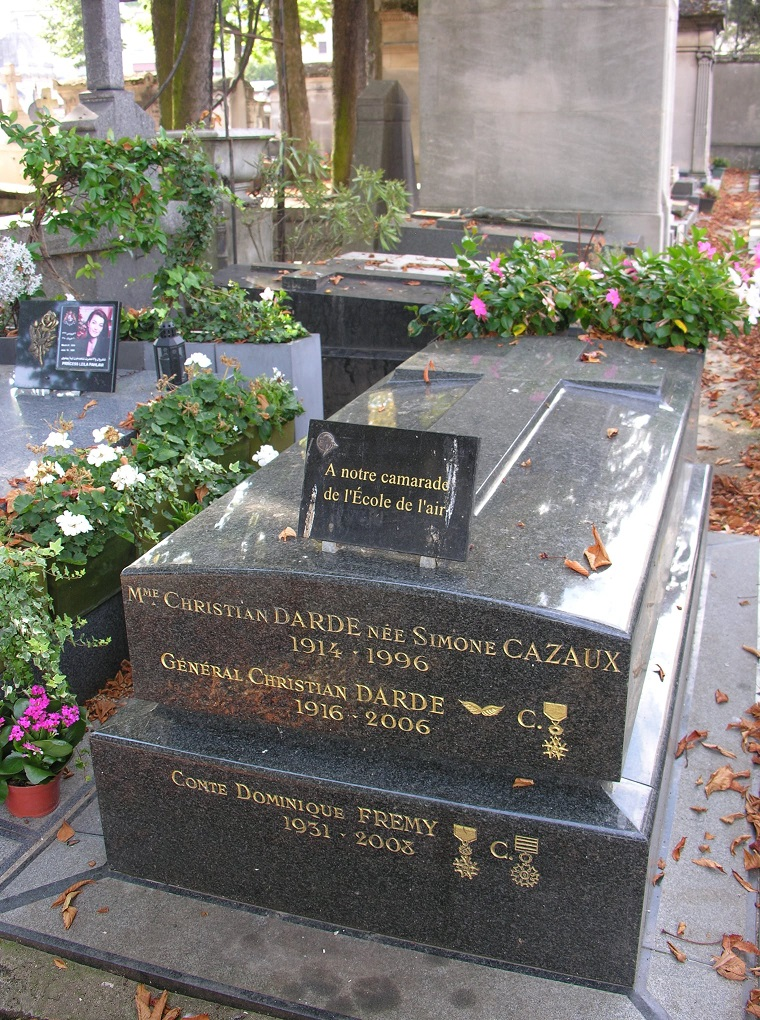
Grobowiec na Cmentarzu Passy

Dominique Frémy (ur. 5 maja 1931 w Paryżu, zm. 2 października 2008 tamże) – francuski encyklopedysta i wydawca, twórca encyklopedii Quid (wspólnie z żoną Michèle).

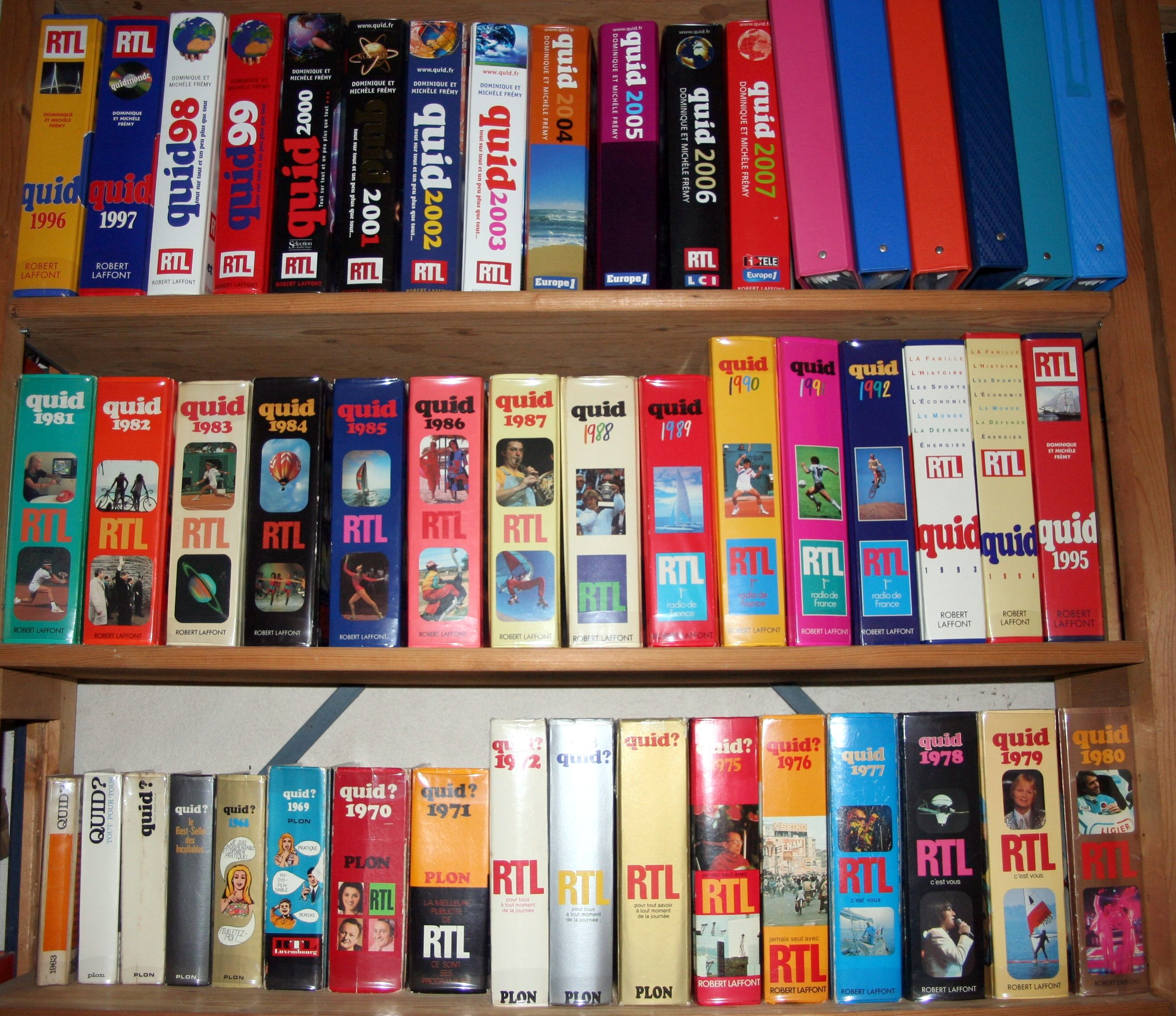
Kolekcja wydań encyklopedii Quid – dzieła życia Dominique’a Frémy’ego

Urodził się w rodzinie szlacheckiej pochodzącej z departamentu Loiret. Jego ojcem był hrabia Elphège Frémy – dyrektor korporacyjny, matką – hrabina Marthe, z domu de Foucault. Jeden z jego przodków posiadał tytuł hrabiego Cesarstwa Francuskiego (fr. comte d'Empire). Jego pradziadek, Edmond (1814–1894), był autorem encyklopedii chemicznej, jak również uznanym chemikiem – m.in. odkrył sposób uzyskiwania syntetycznych rubinów oraz nieorganiczny związek chemiczny, zwany solą Frémy’ego.
Dominique Frémy był absolwentem Liceum Condorcet w Paryżu. Następnie kontynuował edukację  na Wydziale Sztuki (fr. Faculté des lettres de Paris) na Nowym Uniwersytecie w Paryżu (fr. Nouvelle université de Paris) oraz w Instytucie Nauk Politycznych w Paryżu. Nie był dobrym uczniem. Kilka razy podchodził do matury (był to okres, kiedy można było zdawać egzamin maturalny wielokrotnie), natomiast w czasie studiów więcej czasu poświęcał na grę w pokera niż na kwerendy biblioteczne. Miał również problemy z obroną pracy dyplomowej. Po zakończeniu edukacji rozpoczął pracę we francuskim oddziale Royal Dutch Shell (1958) oraz w oddziale tego przedsiębiorstwa w Londynie (1960–1962). Napisana przez niego powieść została odrzucona przez trzynastu wydawców, którzy twierdzili, że jest w niej „zbyt dużo postaci”. Nie załamał się jednak. Jego ciekawy świata i metodyczny umysł od dzieciństwa był przyzwyczajony do klasyfikowania i katalogowania wszystkiego. Wspominał po latach, że miał zwyczaj gromadzić różne informacje, zapisując je w dziennikach. Pomyślał, że byłoby znacznie lepiej, gdyby zgromadzone przez niego fakty ukazały się drukiem. Przełomowym rokiem w jego życiu był 1963. 8 marca 1963 wstąpił w związek małżeński z Michèle z domu Darde, z którą doczekał się trojga dzieci (Elphège, Fabrice, Manuela). W tym samym miesiącu wydana została pierwsza edycja encyklopedii jego autorstwa. Dominique Frémy jest pochowany na cmentarzu Passy w Paryżu.

## Encyklopedia Quid
Pierwsze wydanie encyklopedii Quid, której motto brzmiało: „wszystko o wszystkim ... od razu” (fr. „tout sur tout... tout de suite”), ukazało się w marcu 1963 roku. Odniosła ona wielki sukces wydawniczy – do 2007 roku (data ostatniego wydania w wersji papierowej) ukazało się 44 edycji, a ich łączny nakład wyniósł ok. 14 mln egzemplarzy. Encyklopedia stanowiła swoistego rodzaju novum. W przeciwieństwie do konkurencji (encyklopedii Britannica, czy też encyklopedii Larousse) cała encyklopedia stanowiła jeden tom, a ponadto była bogata w szczegóły. Aby zmieścić tak dużą ilość informacji na jednej stronie (do 1000 liczb, dat lub miejsc) stosowano bardzo lakoniczną formę oraz, nierzadko, bardzo specyficzne skróty. Kompaktowa, niedroga encyklopedia o bogactwie detali, które jednocześnie nie rozpraszały czytelnika, stała się bardzo szybko bestsellerem. Od samego początku było to przedsięwzięcie rodzinne. Od 1963 roku w tworzenie encyklopedii zaangażowana była żona Dominique’a – Michèle. Po ukończeniu w 1997 roku przez ich syna Fabrice prestiżowej szkoły biznesowej HEC Paris, to on stanął na czele Quida. Po zamknięciu wersji papierowej w 2007 roku, przez pewien czas encyklopedia była dostępna w internecie pod adresem quid.fr.

## Ordery i odznaczenia
- Kawaler Legii Honorowej (fr.  Chevalier de la Légion d'honneur)[5]
- Komandor Orderu Sztuki i Literatury (fr. Commandeur des Arts et des Lettres)[5]
- Prix d'Aumale Akademii Francuskiej (prix d'Aumale de l'Académie française)[5]